# Chersodromia anisopyga
Chersodromia anisopyga är en tvåvingeart som beskrevs av Adrian R.Plant 1995. Chersodromia anisopyga ingår i släktet Chersodromia och familjen puckeldansflugor.
Artens utbredningsområde är Malta. Inga underarter finns listade i Catalogue of Life.